# Бердимухамедов Гурбангули Мялікгулийович
Гурбангули (Ґурбанґули) Мялікгулийович Бердимухамедов (туркм. Gurbanguly Mälikgulyýewiç Berdimuhamedow; * 29 червня 1957, с. Бабарап, Геок-Тепинський район, Ашхабадська область, Туркменська РСР), носить титул Аркадаг (туркм. Arkadag) — туркменський державний та політичний діяч, 2-й Президент Туркменістану з 14 лютого 2007 року по 19 березня 2022 року, зараз є головою Народної Ради (Халк Маслахати) та, як вважається, поділяє владу з поточним президентом, його сином Сердаром.
Стоматолог за фахом. З 1997 очолював міністерство охорони здоров'я. У 2001 став віцепрем'єром з питань охорони здоров'я, освіти й науки, а з 2004 року  — культури й ЗМІ. У грудні 2006 після смерті Сапармурата Ніязова став тимчасовим виконувачем обов'язків президента Туркменістану, а в лютому 2007 року переміг на виборах президента. Генерал армії, доктор медичних наук. 12 лютого 2017 року втретє переобраний главою держави. За офіційними результатами, за нього віддали голос 97,69 % виборців. У лютому 2022 Бердимухамедов повідомив, що планує піти з посади, після чого було призначено дострокові президентські вибори на 12 березня 2022 року. У січні 2023 року очолив реформовану Народну Раду та отримав титул «Національний Лідер туркменського народу».
Як і попередник, Бердимухамедов керував авторитарним режимом та мав культ особи. Бердимухамедов та його коло мають необмежену владу та цілковитий контроль над громадським життям народу, Туркменістан залишається однією з найрепресивніших держав. У всіх рейтингах свободи держава посідає останні місця.

## Титул
Як офіційний та найпоширеніший титул Бердимухамедова використовують Аркадаг (туркм. Arkadag), що походить від arka (позаду) та dag (гора), буквально «гора позаду (нас)», за змістом — «Велика опора». Російською державні ЗМІ Туркменістану офіційно перекладають як «Твердиня, опора та надія», іноді вживається переклад «Покровитель». Як і попередник, цей президент має багато неофіційних титулів та звертань.
Титул використовують громадяни, офіційні особи та ЗМІ Туркменістану. Серед туркменської опозиції поширене знущальне «Харамдаг», від поняття харам.

## Життєпис

### Походження
Народився 29 червня 1957 в селі Бабарап, Геок-Тепинський район, Ашхабадська область, Туркменська РСР. Належить до текінців (теке) — одного з родів туркменів. Батько — Мялікгули Бердимухамедович Бердимухамедов, народився 1932 року, педагог, історик, працював у системі МВС СРСР, став підполковником. У державі існує певний культ батька президента. Мати — Огулабат-едже Бердимухамедова. Дід, Бердимухамед Аннаєв, був відомим учителем, працював директором школи, під час війни воював на фронті. Гурбангули — єдиний син у сім'ї, але має п'ять сестер.
Поширені чутки, що справжнім батьком Гурбангули є попередній президент-диктатор Ніязов.

### Ранні роки
За даними державних ЗМІ, Гурбангули Бердимухамедов в шкільні та студентські роки активно займався спортом, 1972 року став чемпіоном Ашхабату з класичної боротьби, а 1973 — чемпіоном республіки зі стрільби.
1979 року закінчив стоматологічний факультет Туркменського державного медичного інституту. З 1979 працював в Ашхабаді лікарем-стоматологом. У 1987 поїхав до Москви для навчання в аспірантурі, закінчив її в 1990 і здобув ступінь кандидата медичних наук. Трудову діяльність розпочав 1980 року як лікар-стоматолог сільської амбулаторії.
У 1990—1995 обіймав посади асистента кафедри терапевтичної стоматології, доцента й декана стоматологічного факультету Туркменського державного медичного інституту. У 1995 став директором стоматологічного центру Міністерства охорони здоров'я та медичної промисловості Туркменістану.
28 травня 1997 призначений міністром охорони здоров'я та медичної промисловості Туркменістану. Крім того, 1998 року він очолив Міжнародний медичний центр імені Сапармурата Ніязова.

### Початок політичної діяльності
1997 року Бердимухамедова призначено міністром охорони здоров'я та медичної промисловості Туркменістану. 3 квітня 2001 додатково до своєї міністерської посади став віцепрем'єром уряду Туркменістану з питань охорони здоров'я, освіти й науки, а з серпня 2004 став займатися ще й культурою та ЗМІ.
Діяльність на посту міністра та віцепрезидента практично не висвітлювано в ЗМІ, як і роботу інших туркменських високопосадовців. Відомо, що в листопаді 2002 року він розпорядився розширити експеримент щодо перейменування днів тижня й місяців року, а також заміни традиційного вітання «Салам Алейкум» на користь ніязовських «Рухнама» і «Шамчираг». У липні 2003 року Бердимухамедов очолив державну комісію з прийому у вищі навчальні заклади, до яких стало можливо вступити лише після дворічної роботи за спеціальністю, а не відразу після закінчення школи. У 16 туркменських вузів з 9 липня по 9 серпня 2003 року планувалося набрати 3920 студентів. У листопаді 2003 року Бердимухамедов дістав догану від президента Туркменістану Ніязова за низький рівень кваліфікації туркменських лікарів, але зберіг пост. У квітні 2004 року Ніязов оштрафував Бердимухамедова на суму в розмірі його тримісячного окладу за те, що близько половини заборгованості по зарплаті в Туркменістані припадала на сфери освіти й охорони здоров'я. За деякими даними, Бердимухамедов свого часу був особистим лікарем Ніязова.
З одного боку, своїми урядовими постами Бердимухамедов був зобов'язаний президентові Туркменістану, який особисто періодично відправляв у відставку високопоставлених чиновників, не даючи їм обрости зв'язками та зміцнитися у владі. З другого боку, деякі експерти називали Бердимухамедова серед тих чиновників, які впливали на подібні рішення Ніязова, тим самим усуваючи конкурентів. Так, у листопаді 2002 року Бердимухамедов і віцепрем'єр, що опікувався нафтогазовою галуззю, Еллі Гурбанмурадов, нібито зуміли відправити у відставку з поста заступника голови уряду Реджепа Сапарова, призначеного керівником справами апарату президента Туркменістану. Експерти тоді говорили про неминуче зіткнення інтересів Бердимухамедова і Гурбанмурадова й робили ставку на останнього. 20 травня 2005 року Гурбанмурадов був арештований за звинуваченням у корупції та співпраці з іноземними спецслужбами з метою політичної дестабілізації в країні.
28 листопада 2006 Бердимухамедов замість Ніязова взяв участь у засіданні Ради голів держав СНД. Роком раніше Ніязов звернувся до лідерів СНД із проханням вважати Туркменістан не постійним, а асоційованим членом цієї організації. Восени 2006 року Бердимухамедова, називали можливим наступником президента. Утім, за словами експертів, такі самі чутки ходили й про колишнього очільника Комітету національної безпеки Мухаммеда Назарова, який у квітні 2004 року був засуджений на 25 років.
Ще задовго до смерті Ніязова поширилися чутки, що він є справжнім батьком Гурбангули, непрямим доказом чого називали зовнішню схожість та тоді малу кількість інформації про батьків Бердимухамедова, а також непотопельність на пості міністра.

## Прихід до влади
В ніч з 20 на 21 грудня 2006 Ніязов помер від раптової зупинки серця. 21 грудня 2006 Бердимухамедов став тимчасовим виконувачем обов'язків президента Туркменістану. Відповідно до конституції Туркменістану повноваження президента країни повинні були відійти до голови парламенту (Меджлісу), причому він не мав права брати участь в нових виборах, які повинні були відбутися не пізніше чим через два місяці. Проте голова парламенту Овезгельди Атаєв був узятий під варту, а виконувачем обов'язків президента Рада безпеки Туркменістану призначила Бердимухамедова, призначеного ще й головою комісії з організації похорону Ніязова. На думку деяких експертів, в країні фактично відбувся переворот[джерело?]. 23 грудня 2006 року Бердимухамедов звільнив себе з посади міністра охорони здоров'я і медичної промисловості, призначивши виконувачем обов'язків міністра Бяшима Сопієва. 24 грудня 2006 року Ніязов був похований і на 26 грудня 2006 року був призначений надзвичайний з'їзд Народної ради для визначення його ймовірних наступників.
26 грудня 2006 обраний головою з'їзду Народної ради, яка того дня змінила конституцію Туркменістану, прийняла закон про вибори президента, визначила дату президентських виборів і затвердила шістьох кандидатів. Делегати з'їзду, за пропозицією другого секретаря владної Демократичної партії Онджіка Мусаєва, що нібито пригадав про посмертну волю Ніязова, внесли поправки в основний закон країни, дозволивши віцепрем'єрові виконувати обов'язки президента республіки. Голова Центральної виборчої комісії Туркменістану оголосив, що вибори відбудуться 11 лютого 2007 року. Потім представники всіх п'яти велаятів (областей) і столиці Туркменістану, що має статус області, висунули десятеро кандидатів. Останнім — одинадцятим — став Бердимухамедов, кандидатуру якого запропонував Мусаєв. Кожен з висунутих кандидатів мав бути затверджений кандидатом в президенти двома третинами голосів членів Народної ради: цей відбір пройшли лише п'ятеро з десятьох, за Бердимухамедова ж проголосували одностайно.
11 лютого 2007 обраний президентом Туркменістану. За офіційними результатами, виборах взяли участь 2,7 млн жителів (98,65 % виборців країни), з яких 89,23 % віддали свої голоси за Бердимухамедова. Вже в день голосування була оголошена дата інавгурації нового президента, незважаючи на теоретичну можливість другого туру виборів. 14 лютого 2007 року на засіданні Народної ради оголосили остаточні результати голосування, Бердимухамедов склав присягу на конституції Туркменістану й отримав посвідчення президента з рук голови ЦВК.
Він скасував окремі найексцентричніші укази Ніязова, проте загалом у державі збереглась диктатура.
4 травня 2007 Меджліс Туркменістану надав президентові Бердимухамедову, верховному головнокомандувачу збройних сил республіки, звання генерала армії. До нього це військове звання в Туркменістані мали тільки Ніязов і два міністри оборони — колишній Данатар Копеков і діючий Агагельди Мамметгельдиєв.
Влітку 2007 здобув вчений ступінь доктора медичних наук і звання професора за фахом «Соціальна гігієна і організація охорони здоров'я». Таке рішення було ухвалене експертною комісією з медичних наук Вищого радого з науки й техніки Туркменістану на підставі багаторічної наукової й практичної діяльності Бердимухамедова.
У серпні 2007 обраний головою Загальнонаціонального руху «Галкиниш» («Відродження») і Демократичної партії Туркменістану.
З 5 липня 2019-го року Бердимухамедов не з'являвся на публіці, ЗМІ поширювали інформацію про його ймовірну смерть, представники влади не коментували його відсутність. 15 липня було опубліковано інформацію, що президент у відпустці. В російських ЗМІ з'явилась непідтверджена інформація, що Бердимухамедов помер 20 липня. 24 липня було показано відео, зйомки в якому були ідентичними показаним 10 травня. Актуальність цього відео телевізійники поставили під сумнів. 4 серпня у вечірньому етері центрального телебачення Туркменістану було показано репортаж про президента, де він їздить на коні й велосипеді та стріляє. З 36-хвилинного випуску президентові було присвячено 28 хвилин.
У 2020 році Бердимухамедов та інші сім світових політиків отримали Ігнобелівську премію у медичній освіті за «використання пандемія коронавірусу для того, щоб навчити світ того, що політики можуть сильніше впливати на життя і смерть, ніж вчені і лікарі».
У лютому 2022 Бердимухамедов повідомив, що планує піти з посади, після чого було призначено дострокові президентські вибори на 12 березня 2022 року. Оглядачі відзначили, що у такий спосіб він хоче відкрити шлях до передачі влади своєму синові Сердару Бердимухамедову.

## Реформи
Першим указом Бердимухаммедов повернув десятирічну освіту в школи. Також була скасована уніформа студентів вищих навчальних закладів, а традиційні сукні, що служили як шкільна форма для дівчаток, замінені на темно-зелені сукні європейського вигляду з фартухами.
Також він зробив деякі зміни в державній символіці й ритуалах, які інтерпретуються як обмеження культу особи Ніязова: його ім'я було прибране спочатку з тексту присяги, а потім з гімну Туркменістану і замінено на слово «президент» (мова тим самим не йде лише за чинного президента, себто Бердимухаммедова, але й про всіх майбутніх президентів, без звеличення конкретної особи). Гурбангули Бердимухаммедов відмовився від масового святкування свого дня народження, скасував обов'язкові концерти, присвячені його візитам до різних регіонів країни, а також клятву вірності президентові, яку приносили службовці, студенти й школярі.

6 липня 2007 логотип телеканалів у вигляді зображення золотого бюста Туркменбаші зник із програм туркменського телебачення. Весною 2009 року у підприємствах й установах держави почали вилучати «Рухнаму», скоротили її вивчення в школі.

## Критика

### Звинувачення в тоталітаризмі
Попри окремі реформи та демонтаж культу Туркменбаші, режим Бердимухамедова залишився авторитарним. На думку міжнародних спостерігачів, режим Бердимухамедова є «одним із найбільш репресивних» і «закритих» режимів у світі. Freedom House незмінно ставить Туркменістан на останні позиції свого рейтингу Freedom in the World ще зі здобуття незалежності країною і такий стан зберігається після вступу Бердимухамедова на посаду. У 2017 році країна була однією з 11 з найнижчими сумарними балами за політичні та громадянські права. Human Rights Watch зазначає, що Бердимухамедов не лише повністю контролює суспільне життя, але й очолює режим, який не терпить «альтернативного політичного чи релігійного вираження» і повністю контролює ЗМІ. Репортери без кордонів (RSF) ставлять Туркменістан в нижній частині свого Індексу свободи преси впродовж перебування на посаді Бердимухамедова, як це було за часів Ніязова. У 2017 році у цьому рейтингу Туркменістан опинився на 178-му місці з 180 країн, які досліджувалися, випередивши Еритрею та Північну Корею. RSF зазначили, що доступ до Інтернету в Туркменістані суворо піддається цензурі і що урядовці прибрали супутникові антени.
У травні 2013 року він впав з коня під час перегонів. Попри зусилля чиновників, відео злили в інтернет.
У 2015 році в Ашгабаті відкрито золотий пам'ятник президенту. Він зображає главу держави в традиційному одязі на коні з високо піднятою правою рукою й заввишки 21 метр.
У 2016 році парламент держави скасував обмеження на терміни правління, що дозволило Бердимухамедову залишатися на посаді.
У 2018 році в Туркменістані заборонили чорні автомобілі, бо «приносять нещастя».
2019 року програма новинної сатири Last Week Tonight with John Oliver присвятили сюжет Бердимухамедову, зокрема розповіли про його дивацтва, порушення прав людини та засудили Книгу рекордів Гіннеса за співпрацю з ним.

Бердимухамедов часто виступає з піснями.

## Особисте життя
Син — Бердимухамедов Сердар Гурбангулиєвич.

## Сингли
- 2009 — «Saňa meniň ak güllerim»
- 2015 — «Öňe, diňe öňe, jan Watanym Türkmenistan!»
- 2016 — «Bagt nury»
- 2018 — «Каракум» (Кавер групи «Круг»)
- 2018 — «Sporty Turkmenistan» (зі своїм онуком Керимули)
- 2018 — «Arzuw»
- 2019 — «Rowaç»

## Нагороди
- Орден Республіки (Молдова, 2017)[30]
- Орден Дружби («Дуслик») (Татарстан, 2017)[31]